# Mickey Mouse (comic book)
Mickey Mouse ou Mickey Mouse and Friends de 2003 à 2011 était une publication américaine lancée en 1941 regroupant des histoires des univers Disney tels que Mickey Mouse, Minnie Mouse ou Dingo sous la forme de comics. Elle débute avec le numéro 16 du comics Four Color de Dell Comics mais devient régulière dans le numéro 28 de décembre 1952.

## Historique des publications
- Dell Comics (1952-1962) dans la série Four Color
- Gold Key Comics (1962-1980)
  - Gold Key Comics sous le label Whitman (1980-1984)
- Gladstone Publishing (1986-1997)
- Gemstone Publishing (2003-2006), renommé Donald Duck and Friends
- Boom! Studios (2009-2011)
- IDW Publishing (2015-2017)